# فرودگاه لیجیانگ سانی
فرودگاه لیجیانگ سانی (به انگلیسی: Lijiang Sanyi Airport) یک فرودگاه همگانی با کد یاتا LJG است. این فرودگاه در کشور چین قرار دارد.

## شرکت‌های هواپیمایی و مقصدهای پروازی
| شرکت‌های هواپیمایی                               | مقصدهای پروازی |
| ----------------------------------------------- | --- |
| ایر چاینا                                       | پکن، چنگدو شوانگلیو، چنگچینگ ییانگبی، لانگ‌دونگ‌بائو گوئی‌یانگ، هانگجو ژیاشان، تیانجین بینهای |
| بیجینگ کپیتال ایرلاینز                          | پکن، چنگدو شوانگلیو، چنگچینگ ییانگبی، بایون گوآنگجو، لانگ‌دونگ‌بائو گوئی‌یانگ، هانگجو ژیاشان، کونمینگ چانگشوی، نانجینگ لوکو، نانینگ ووژو، شانگهای پودنگ، شنینگ تخین، شیاژونگ ژنگدینگ، ووهان تیانهه، شی‌آن شیان‌یانگ، شیشوانگبانا گاسا، ژنگژو سین‌ژنگ                  |
| Chengdu Airlines                                | چنگدو شوانگلیو |
| هواپیمایی شرقی چین                              | پکن، چانگشا هوانگهوا، چنگدو شوانگلیو، بایون گوآنگجو، کونمینگ چانگشوی، نانجینگ لوکو، شانگهای هونگچیائو، شنژن بن، تائویوان تایوان، سانن شوفانگ، شی‌آن شیان‌یانگ، شیشوانگبانا گاسا                                                                                   |
| هواپیمایی جنوبی چین                             | بایون گوآنگجو، کونمینگ چانگشوی، شنژن بن |
| هواپیمایی جنوبی چین اجرا توسط چونگ‌کینگ ایرلاینز | چنگچینگ ییانگبی |
| جونیائو ایرلاینز                                | بیهای فوچنگ، چانگشا هوانگهوا، لانگ‌دونگ‌بائو گوئی‌یانگ، هانگجو ژیاشان، شانگهای پودنگ |
| Kunming Airlines                                | چنگدو شوانگلیو، کونمینگ چانگشوی، لیوژو بایلیان، نانینگ ووژو، کینگدائو لیوتینگ |
| Loong Airlines                                  | انشون وانگوشو، بیجی، گایلین لیانگ‌جیانگ، لانگ‌دونگ‌بائو گوئی‌یانگ، هانگجو ژیاشان، زونی زینزهو |
| Lucky Air                                       | چنگچینگ ییانگبی، لانگ‌دونگ‌بائو گوئی‌یانگ، هایکو میلان، کونمینگ چانگشوی، لانجو ژنگچوان، لوژو لانتیان، Mianyang، نانجینگ لوکو، نینگبو لیشه، Pu'er، تائویوان تایوان، ووهان تیانهه، شی‌آن شیان‌یانگ، شینگیی، شیشوانگبانا گاسا، سوژو گئوانئین، ییبین سایبا، ژنگژو سین‌ژنگ |
| شانگهای ایرلاینز                                | شانگهای هونگچیائو |
| شنژن ایرلاینز                                   | شنژن بن |
| سیچوان ایرلاینز                                 | چنگدو شوانگلیو، چنگچینگ ییانگبی، Mianyang، نانجینگ لوکو، شی‌آن شیان‌یانگ |
| وست ایر                                         | چنگچینگ ییانگبی |